# بيتر كروغر
بيتر كروغر هو منتج أفلام وكاتب سيناريو ومخرج بلجيكي، ولد في 9 أغسطس 1970 في غنت في بلجيكا.

## وصلات خارجية
- بيتر كروغر على موقع IMDb (الإنجليزية)
- بيتر كروغر على موقع قاعدة بيانات الفيلم (الإنجليزية)